# فضل الرحمن خان
فضل الرحمن خان (3 أبريل 1929 - 27 مارس 1982) مهندس إنشائي ومعماري بنغلاديشي-أمريكي، والذي استحدث أنظمة إنشائية مهمة لناطحات السحاب. يُعتبر «أبا التصاميم الأنبوبية» للمباني متعددة الطوابق، كان خان أيضًا رائدًا في التصميم بمساعدة الكمبيوتر. صاحب تصميم برج سيرز، إذ أُعيدت تسميته باسم برج ويليس، وهو أطول مبنى في العالم من عام 1973 حتى عام 1998، ومركز جون هانكوك المكون من 100 طابق.
أعلن خان، أكثر من أي فرد آخر، عن نهضة في بناء ناطحات السحاب خلال النصف الثاني من القرن العشرين. وقد أُطلق عليه اسم «آينشتاين الهندسة الإنشائية» و«أعظم مهندس إنشائي في القرن العشرين» لاستخدامه المبتكر للأنظمة الإنشائية التي ما تزال أساسية في تصميم وبناء ناطحات السحاب الحديثة. أطلق مجلس المباني الشاهقة والمساكن الحضرية تكريمًا له، ميدالية فضل خان لإنجاز العمر، كواحدة من جوائز مجلس المباني الشاهقة والمساكن الحضرية لناطحات السحاب.
على الرغم من شهرته بناطحات السحاب، كان خان أيضًا مصممًا نشطًا لأنواع أخرى من المنشآت، بما في ذلك محطة مطار الحج وتلسكوب مكماث-بيرس الشمسي والعديد من الملاعب الإنشائية.

## سيرته الذاتية
وُلد فضل الرحمن خان في 3 أبريل عام 1929 في الرئاسة البنغالية التابعة للهند البريطانية، بنغلاديش الآن. نشأ في قرية بهانداريكاندي، في مقاطعة فريدبور بالقرب من دكا. كان والده عبد الرحمن خان مدرس رياضيات للمرحلة الثانوية ومؤلفًا للكتب المدرسية. أصبح في نهاية المطاف مديرًا للتعليم العام في منطقة البنغال وشغل بعد التقاعد منصب مدير كلية جاغاناث، دكا.
التحق خان بمدرسة أرمانيتولا الثانوية الحكومية في دكا. درس بعد ذلك الهندسة المدنية في جامعة البنغال للعلوم والهندسة، شيببور (المعهد الهندي للعلوم الهندسية والتكنولوجيا حاليًا، شيببور)، كولكاتا، الهند، ثم حصل على درجة البكالوريوس في الهندسة المدنية من كلية الهندسة، جامعة أحسن الله، (جامعة بنغلاديش للهندسة والتكنولوجيا الآن). حصل على منحة فولبرايت ومنحة حكومية، ما مكنه من السفر إلى الولايات المتحدة في عام 1952. درس هناك في جامعة إلينوي في أوربانا شامبين. حصل خان في خلال ثلاث سنوات على درجتي ماجستير -واحدة في الهندسة الإنشائية والأخرى في الميكانيكا النظرية والتطبيقية- وعلى درجة الدكتوراه في الهندسة الإنشائية مع أطروحة بعنوان «دراسة تحليلية للعلاقات بين معايير التصميم المختلفة للكمرات الخرسانية المستطيلة سابقة الإجهاد».
لم يكن هناك أي مباني يبلغ ارتفاعها أكثر من ثلاثة طوابق في مسقط رأسه في دكا. ولم يشاهد أيضًا أول ناطحة سحاب بنفسه حتى عمر 21 عامًا، ولم يخطُ داخل مبنى متوسط الارتفاع حتى انتقل إلى الولايات المتحدة لبدء الدراسات العليا. على الرغم من ذلك، أثرت بيئة مسقط رأسه في دكا لاحقًا على مفهوم الإنشاء الأنبوبي، والذي استوحاه من الخيزران المنتشر حول دكا. وجد أن الأنبوب المجوف، مثل: الخيزران في دكا، يمنح متانة رأسية عالية الارتفاع.

### حياته العملية
بدأ العمل في شركة سكيدمور، أوينجز آند ميريل المعمارية (سوم) في شيكاغو، عام 1955. أصبح شريكًا في عام 1966. قدم خان أساليب ومفاهيم التصميم للاستخدام الفعال للمواد في عمارة البناء. كان مبناه الأول المُستخدم للإنشاء الأنبوبي مبنى كيستنت دي ويت السكني. اُشتهر خلال الستينيات والسبعينيات بتصاميمه لمركز جون هانكوك المكون من 100 طابق في شيكاغو وبرج سيرز ذي الـ 110 طابقًا، إذ أُعيدت تسميته باسم برج ويليس، أطول مبنى في العالم من عام 1973 حتى عام 1998.
اعتقد في حاجة المهندسين إلى منظور أوسع للحياة، قائلاً: «يجب ألا يكون الفني ضائعًا في تكنولوجيته الخاصة؛ بل يجب أن يكون قادرًا على تقدير الحياة، والحياة هي الفن والدراما والموسيقى، والأهم من ذلك كله، الأشخاص».
تحتفظ مكتبات ريرسون وبورنهام في معهد شيكاغو للفنون، بأوراق خان الشخصية، والتي كان معظمها في مكتبه وقت وفاته. تتضمن مجموعة فضل خان المخطوطات الكتابية والرسومات التخطيطية وأشرطة الكاسيت الصوتية والشرائح وغيرها من المواد المتعلقة بعمله.

### حياته الشخصية
أحب خان غناء الأغاني الشعرية لـروبندرونات طاغور باللغة البنغالية، من أجل الاستمتاع. أنجب هو وزوجته ليسيلوت، التي هاجرت من النمسا، ابنة واحدة وُلدت في عام 1960. اُختير ليصبح مواطنًا أمريكيًا، في عام 1967.

## دورة حياة الهندسة المدنية
ابتكر خان ومارك فنتل أفكارًا لامتصاص الصدمات في الطوابق الضيعفة، لحماية المنشآت من التحميل غير الطبيعي، وخاصة الزلازل القوية، على مدى فترة طويلة من الزمن. كان هذا المفهوم مقدمة لأنظمة العزل الزلزالي الحديث. صُممت المنشآت للتصرف بشكل طبيعي أثناء الزلازل إذ تُستبدل المفاهيم التقليدية لممطولية المواد بآليات تسمح بالحركة أثناء اهتزاز الأرض مع حماية مرونة المواد.
أطلقت الجمعية الدولية لدورة حياة الهندسة المدنية ميدالية فضل الرحمن خان لدورة حياة الهندسة المدنية.
صمم خان العديد من المنشآت البارزة، ليس ناطحات سحاب فحسب. من الأمثلة على ذلك محطة الحج في مطار الملك عبد العزيز الدولي، اكتمل بناؤها في عام 1981، والتي تتكون من أسطح تشبه الخيمة تُطوى عند عدم استخدامها. تلقى المشروع العديد من الجوائز، بما في ذلك جائزة الآغا خان للهندسة المعمارية، والتي وصفت المشروع بأنه «مساهمة بارزة في الهندسة المعمارية للمسلمين». طورت المنشآت القابلة للبسط والتي تشبه الخيمة نظرية وتكنولوجيا الألياف كمادة إنشائية وفتحت الطريق إلى استخدامها في أنواع أخرى من المحطات والمساحات الكبيرة.
صمم خان أيضًا جامعة الملك عبد العزيز وأكاديمية القوات الجوية الأمريكية في كولورادو سبرينغز وهيربيرت همفري ميترودوم في مينيابوليس. طور خان مع بروس غراهام نظام سقف مدعوم بالكابلات لمختبرات باكستر ترفينول في ديرفيلد.

## أجهزة الكمبيوتر في الهندسة الإنشائية والمعمارية
بدأ المهندسون في السبعينيات من القرن الماضي في استخدام التحليل الإنشائي بواسطة الكمبيوتر على نطاق واسع. كانت سوم في قلب هذه التطورات الجديدة، مع مساهمات خان التي لا يمكن إنكارها. ضغط غراهام وخان على شركاء سوم لشراء كمبيوتر مركزي، وهو استثمار محفوف بالمخاطر في الوقت الذي بدأت فيه التقنيات الحديثة. اتفق الشركاء، وبدأ خان في برمجة النظام لحساب معادلات الهندسة الإنشائية، ولتطوير الرسومات المعمارية، لاحقًا.

## معالمه المهنية

### قائمة المباني
تشمل المباني التي كان خان مهندسًا إنشائيًا لها:
- تلسكوب مكماث-بيرس الشمسي، مرصد كيت بيك الوطني، أريزونا، 1962.
- شقق دي ويت كيستنت، شيكاغو، 1963.
- مبنى برونزويك، شيكاغو، 1965.
- مركز جون هانكوك، شيكاغو، 1969 – 1965.
- وان شل سكوير، نيو أورلينز، لويزيانا، 1972.
- 140 وليام ستريت (بي إتش بي هاوس، سابقًا)، ملبورن، 1972.
- برج سيرز، أعيدت تسميته باسم برج ويليس، شيكاغو، 1973 – 1970.
- مركز ويسكونسن الأول، أعيدت تسميته باسم مركز بنك الولايات المتحدة، ميلووكي، 1973.
- محطة الحج، مطار الملك عبد العزيز الدولي، جدة، 1980 – 1974.
- جامعة الملك عبد العزيز، جدة، 1978 – 1977.
- هوبرت همفري مترودوم، مينيابوليس، مينيسوتا، 1982.
- اكتمال بناء وان ماجنيفيسينت ميل، شيكاغو، عام 1983.
- اكتمال بناء مركز أونتيري، شيكاغو، 1986.
- أكاديمية القوات الجوية الأمريكية، كولورادو سبرينغز، كولورادو.

### الجوائز والكراسي
من بين إنجازات خان الأخرى، حصل على ميدالية واسون (1971) وجائزة ألفريد لينداو (1973) من معهد الخرسانة الأمريكي وجائزة توماس ميدلبروك (1972) وجائزة إرنست هوارد (1977) من الجمعية الأمريكية للمهندسين المدنيين وميدالية كيمبروغ (1973) من المعهد الأمريكي للمنشآت المعدنية وميدالية أوسكار فابر (1973) من معهد المهندسين الإنشائيين في لندن وجائزة الاستحقاق الدولية في الهندسة الإنشائية (1983) من الرابطة الدولية للهندسة الإنشائية والكباري وتكريم الجمعية الأمريكية للمعماريين للإنجاز المتميز (1983) من المعهد الأمريكي للمهندسين المعماريين وجائزة جون بارمر (1987) من جمعية المهندسين الإنشائيين في إلينوي وقاعة مشاهير المهندسين في إلينوي من مجلس الهندسة في إلينوي (2006).
أشارت مجلة إنجنيرينج نيوز ريكورد إلى خان 5 مرات من بين أولئك الذين خدموا المصالح الفُضلى في صناعة البناء، كُرم في عام 1972 بجائزة رجل العام من نفس المجلة. اُنتخب في الأكاديمية الوطنية للهندسة، عام 1973. حصل على الدكتوراه الفخرية من جامعة نورث وسترن وجامعة ليهاي والمعهد الفيدرالي السويسري للتكنولوجيا في زيورخ.
أطلق مجلس المباني الشاهقة والمساكن الحضرية على واحدة من جوائز ناطحات السحاب الخاصة به اسم ميدالية فضل خان لإنجاز العمر تيمنًا به، أُطلقت جوائز أخرى على شرفه، إلى جانب كرسي في جامعة ليهاي. تشجعيًا للأنشطة والأبحاث التعليمية، مُنح فضل الرحمن خان كرسي الهندسة الإنشائية والمعمارية تقديرًا لإرث خان في التقدم الهندسي والإحساس المعماري. دان فرانجوبول صاحب أول كرسي.
ذكر الرئيس أوباما خان عام 2009 في خطابه في القاهرة بمصر، عندما أشار إلى إنجازات المواطنين المسلمين الأمريكيين.
كان خان موضوع جوجل دودل في 3 أبريل 2017، للإشارة إلى عيد ميلاده الثامن والثمانين.

## أعماله الخيرية
اندلعت حرب التحرير البنغلادشية، عام 1971. شارك خان بشدة في خلق الرأي العام وحشد تمويل الطوارئ للبنغاليين خلال الحرب. أنشأ منظمة مقرها شيكاغو تُسمى منظمة الإغاثة البنغالية لحالات الطوارئ.

## وفاته
تُوفي خان بنوبة قلبية في 27 مارس 1982 أثناء رحلة في جدة، بالمملكة العربية السعودية، عن عمر يناهز 52 عامًا. كان شريكًا عامًا في سوم. أُعيدت جثته إلى الولايات المتحدة ودُفنت في مقبرة غريسلاند في شيكاغو.